# Elia Nunes
Elia Nunes (Uruguay, 1942) es una doctora en ciencias físicas especializada en oncología radioterápica y docente uruguaya.

## Trayectoria
Realizó su doctorado en la Sociedad Max Planck en 1968.
Es docente grado 5 en el Departamento de Biofísica de la Facultad de Medicina de la Universidad de la República y dirige la Unidad Asociada de Radiobiología en la Facultad de Ciencias de la Universidad de la República.  Investiga en el Sistema Nacional de Investigadores (ANII) y en el PEDECIBA  dirige la línea “Efectos de agentes físicos y químicos sobre poblaciones celulares”.

## Obras
- 2006, Proliferación celular y su perturbación: Aspectos cuantitativos y moleculares, Elia Nunes, Ulises Gelós, Enrique Barrios. Montevideo: Oficina del Libro.[7]
- 2012, Protección del ADN por vino Tannat e infusión de yerba. Nelson Bracesco, Francisco Carrau, Elia Nunes. Editorial Académica Española.[8]